# 临平路
临平路，位于中華人民共和国上海市虹口区中部，东至飞虹路接公平路，西至沙泾港接临平北路，全场627米。建于20世纪初，宽24至28米。名称来源于浙江的临平镇。沿街为住宅区，有商业。上海轨道交通4号线臨平路站得名於此。道路於1911年開始修建。最初名為刚达哈尔路, 1915年更名临清路, 1943年更名為臨平路。